# Knole

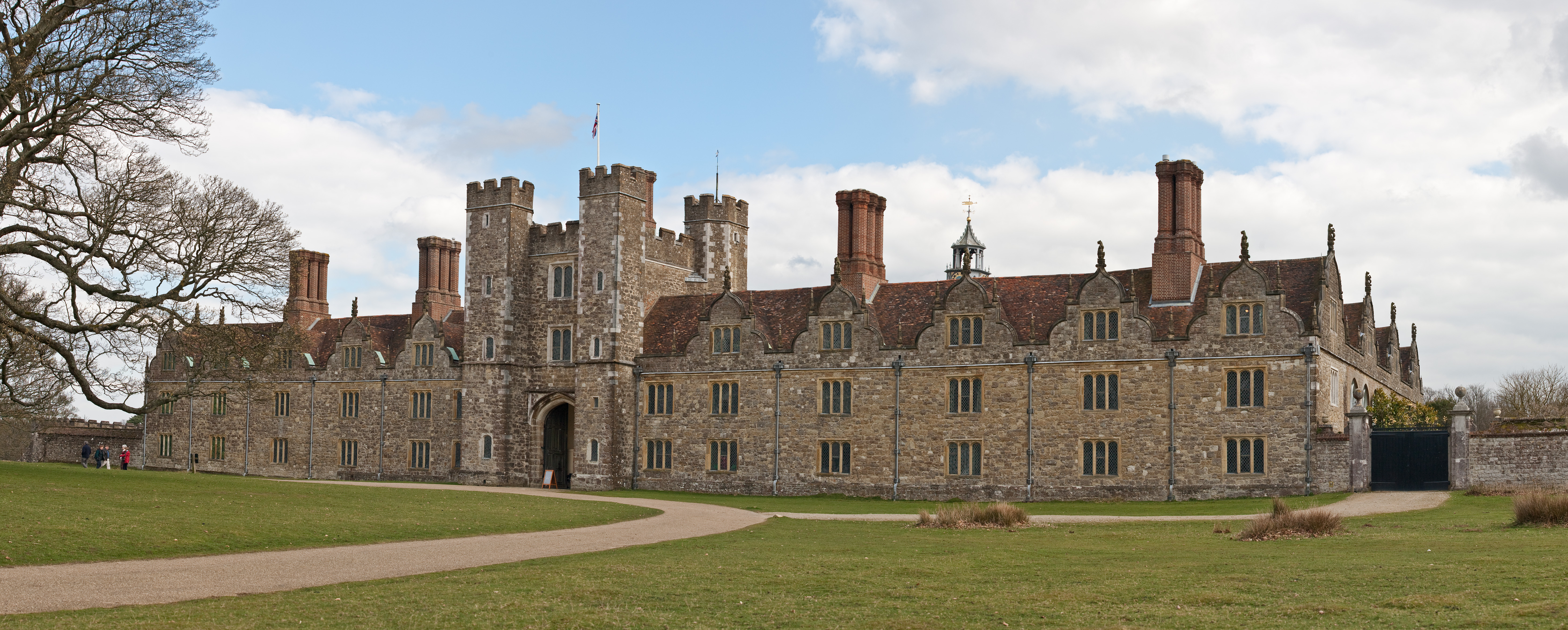
Knole em 2009

Knole é uma casa de campo e antigo palácio do arcebispo localizado no Knole Park, um 1,000 acres (400 hectares) localizado imediatamente a sudeste de Sevenoaks no oeste de Kent. A casa aparentemente está entre as cinco maiores casas da Inglaterra, em qualquer medida utilizada, ocupando um total de quatro hectares.
A casa atual data de meados do século XV, com grandes acréscimos no século XVI e, em particular, no começo do século XVII. Sua listagem de grau I reflete sua mistura de estruturas do final da Idade Média com estruturas Stuart e particularmente, sua fachada central e salas de aparato. Em 2019 foi concluído um enorme projeto de conservação, "Inspirado por Knole", para restaurar e desenvolver as estruturas dos edifícios e, assim, ajudar a conservar as suas importantes coleções. O parque de cervos ao redor também sobreviveu com vários graus de gestão nos 400 anos desde 1600.